# Villa Magdalena K.
Villa Magdalena K. ist ein queer-feministisches Wohn- und Werkstattprojekt für kollektives und selbstbestimmtes Leben und Arbeiten in Hamburg-St. Pauli in der Bernstorffstr. 160a.

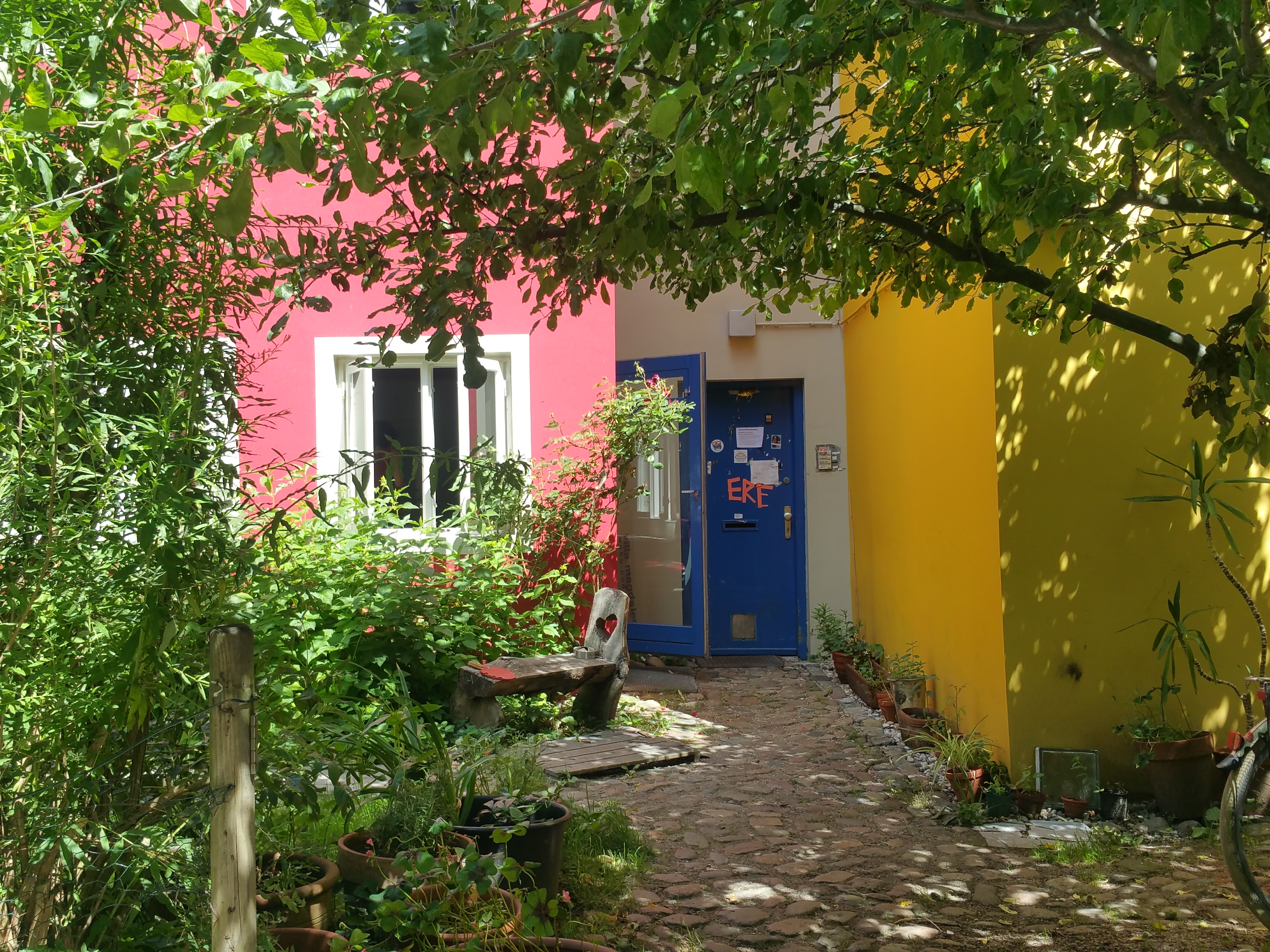
Eingangsbereich zum Haus mit Vorgarten

## Geschichte
Nach der Besetzung des renovierungsbedürftigen und mehrere Jahre leerstehenden Gebäudes in der Bernstorffstraße 160a in Hamburg am 11. November 1989 wurde es am 12. Dezember 1989 nach einem Beschluss der Bezirksversammlung übergeben. In einem Artikel der Zeit Online schrieb Anke Schwarzer am 14. Juli 2015 rückblickend über die Stimmung und Situation in diesem Stadtteil:

„Vor etwa 30 Jahren plante der damalige Besitzer, die SAGA, die alten Rotklinker-Häuser abzureißen. Das wollten einige Anwohner nicht hinnehmen, nach und nach besetzten sie einen Teil des Gebäudeensembles. Mit Erfolg: Die Stadt erwarb den denkmalgeschützten Gebäudekomplex und ließ die Protestler darin wohnen.“

Im Rahmen des seit 1984 bestehenden „Instandsetzungsprogramm für Altbauten zur Schaffung preiswerten Wohnraums“ (ABB-Programm) wurden Ende der 1980er / Anfang der 1990er Jahre Gebäude in Hamburg instand gesetzt. Mit dem ABB-Programm sollte Bewohnern bzw. künftigen Mietern ermöglicht werden, sich durch Einbringung von Selbsthilfe an den Erhaltungsmaßnahmen, insbesondere auch im städtischen Wohnungsbestand, zu beteiligen. Das Programm sah vor, dass die „Selbsthelfer“ aus der Sanierungsphase nach Abschluss der Baumaßnahmen die Häuser in Selbstverwaltung bewirtschafteten. Die Verwaltungsfunktion zwischen der FHH als Eigentümerin und den Mietern, die sich in Vereinen zusammengeschlossen hatten, war von der Johann Daniel Lawaetz-Stadtentwicklungs GmbH (heute von ihrer Rechtsnachfolgerin Lawaetz-Service GmbH) zu übernehmen.
Das Haus in der Bernstorffstraße wurde entsprechend mit Handwerkerinnen, viel Eigenleistungen und ökologisch sensibel, zum Beispiel mit Regenwassernutzung, Fassadenbegrünung, Sonnenkollektoren und Lehmöfen, renoviert. Im Juli 1993 war die Instandsetzung des Hauses und damit die Frauenbaustelle abgeschlossen. Seit 1990 besteht die Villa Magdalena K. als gemeinnütziger Verein auf St. Pauli in Hamburg in Selbstverwaltung.

## Struktur, Kultur und Werkstatt
Neben den Wohnräumen gibt es eine Werkstatt für Buch- und Siebdruck sowie einen Grafikraum als Veranstaltungsraum, die öffentlich genutzt werden können. Seit Mitte der 90er Jahre gibt es das AIR, ein Artist in Residence-Stipendium in Form eines Gästeateliers mit Werkstattbenutzung. Es wird von internationalen Kunstschaffenden frequentiert und mit Veranstaltungen und Präsentationen begleitet. Die Grundidee des Projekts ist es, einen feministischen, autonomen und wandelbaren Ort für Menschen jedweder Geschlechtsidentität zu schaffen.

## Weiterführende Informationen und Zielsetzung
Neben einer ausführlichen Vorstellung des Gebäudes, der Umbauten und der Umstrukturierung schrieb Ruth Becker nach einem Forschungsprojekt der Fakultät Raumplanung an der Universität Düsseldorf einen Absatz zur Zielbestimmung:

„Ziel war die Schaffung eines von Frauen selbstbestimmten Raumes, um eine alternative Lebensform zur traditionellen Kleinfamilie zu ermöglichen und der geschlechtsspezifischen Rollenverteilung und Ausgrenzung von Frauen in gemischten Wohn- und Arbeitsprojekten entgegenzuwirken. Darüber hinaus wurde der Vorbereitungs-, Planungs-, Entwurfs-, Arbeits- und Bauprozess als zentraler Aspekt bei der Entwicklung frauenspezifischer Wohn- und Lebensformen verstanden. Die Selbsthilfe diente also nicht nur der Kostenersparnis, sondern ist Teil des mit dem Wohnprojekt beabsichtigten emanzipatorischen Prozesses.“